# Linxi, Chifeng
Linxi, tidigare romaniserat Linsi, är ett härad  som lyder under Chifengs stad på prefekturnivå i Inre Mongoliet i Kina.

## Källa
1. ↑  ”worldpostmarks.net”. Arkiverad från originalet den 2 januari 2015. https://web.archive.org/web/20150102101710/http://worldpostmarks.net/HTML%20Countries/china.htm. Läst 22 juli 2015.